# Balkan International Basketball League 2015-2016
La Balkan International Basketball League 2015-2016 fu l'8ª edizione della Lega Balcanica. La vittoria finale fu ad appannaggio dei kosovari del Sigal Pristina, al secondo successo consecutivo, sui montenegrini del Mornar Bar.

## Squadre partecipanti
| Montenegro - Lovćen Cetinje - Mornar Bar - Teodo Tivat | Kosovo - Bashkimi - Peja - Pristina | Bulgaria - Beroe - Levski Sofia | Macedonia del Nord - Kožuf |

## Formato

### Primo turno
Nel primo turno le squadre vengono divise in due gruppi di 4 e 5 squadre ognuno, che giocano partite di andata e ritorno. Le prime tre classificate vengono promosse al secondo turno (o gruppo C). Le ultime due entreranno in un altro gruppo (gruppo D).

### Secondo turno
Le sei squadre qualificate nel gruppo C mantengono i risultati conseguiti tra di loro nel primo turno e giocheranno partite di andata e ritorno contro le tre squadre provenienti dall'altro girone. Le prime quattro si qualificano per la Final Four.
Le quattro squadre qualificate nel gruppo D manterranno, anch'esse, i risultati negli scontri diretti del primo turno e giocheranno solo contro le avversarie provenienti dall'altro girone.

### Final Four
Le quattro squadre rimanenti disputeranno le semifinali e, le vincenti, si contenderanno il trofeo. Le perdenti giocheranno la finale 3º/4º posto.

## Primo turno

### Gruppo A
|    | Squadra    | G | V | P | PF  | PS  | Dif | P.ti |
| -- | ---------- | - | - | - | --- | --- | --- | ---- |
| 1. | Mornar Bar | 6 | 5 | 1 | 498 | 449 | +49 | 11   |
| 2. | Pristina   | 6 | 4 | 2 | 457 | 404 | +53 | 10   |
| 3. | Kožuf      | 6 | 2 | 4 | 441 | 479 | -38 | 8    |
| 4. | Beroe      | 6 | 1 | 5 | 439 | 503 | -64 | 7    |

### Gruppo B
|    | Squadra        | G | V | P | PF  | PS  | Dif  | P.ti |
| -- | -------------- | - | - | - | --- | --- | ---- | ---- |
| 1. | Peja           | 8 | 7 | 1 | 659 | 582 | +77  | 15   |
| 2. | Teodo Tivat    | 8 | 5 | 3 | 622 | 570 | +52  | 13   |
| 3. | Bashkimi       | 8 | 5 | 3 | 615 | 576 | +39  | 13   |
| 4. | Levski Sofia   | 8 | 2 | 6 | 581 | 611 | -30  | 10   |
| 5. | Lovćen Cetinje | 8 | 1 | 7 | 511 | 649 | -138 | 9    |

## Secondo turno
Qualificazione
|    | Squadra        | G | V | P | PF  | PS  | Dif | P.ti |
| -- | -------------- | - | - | - | --- | --- | --- | ---- |
| 1. | Beroe          | 2 | 2 | 0 | 168 | 139 | +29 | 4    |
| 2. | Levski Sofia   | 2 | 1 | 1 | 161 | 157 | +4  | 3    |
| 3. | Lovćen Cetinje | 2 | 0 | 2 | 146 | 179 | -33 | 2    |

### Gruppo C
|    | Squadra     | G | V | P | PF  | PS  | Dif | P.ti |
| -- | ----------- | - | - | - | --- | --- | --- | ---- |
| 1. | Mornar Bar  | 6 | 4 | 2 | 461 | 408 | +53 | 10   |
| 2. | Beroe       | 6 | 4 | 2 | 477 | 451 | +26 | 10   |
| 3. | Teodo Tivat | 6 | 3 | 3 | 406 | 441 | -35 | 9    |
| 4. | Bashkimi    | 6 | 1 | 5 | 437 | 481 | -44 | 7    |

### Gruppo D
|    | Squadra      | G | V | P | PF  | PS  | Dif | P.ti |
| -- | ------------ | - | - | - | --- | --- | --- | ---- |
| 1. | Pristina     | 6 | 6 | 0 | 512 | 428 | +84 | 12   |
| 2. | Kožuf        | 6 | 3 | 3 | 460 | 450 | +10 | 9    |
| 3. | Peja         | 6 | 2 | 4 | 470 | 479 | -9  | 8    |
| 4. | Levski Sofia | 6 | 1 | 5 | 458 | 543 | -85 | 7    |

## Final four
|  | Semifinali | Semifinali | Semifinali | Semifinali | Semifinali |  |  | Finale     | Finale     | Finale | Finale | Finale |  |
|  |            |            |            |            |            |  |  |            |            |        |        |        |  |
|  | Mornar Bar | Mornar Bar | 71         | 81         | 152        |  |  |            |            |        |        |        |  |
|  | Kožuf      | Kožuf      | 86         | 56         | 142        |  |  | Mornar Bar | Mornar Bar | 68     | 75     | 143    |  |
|  | Pristina   | Pristina   | 89         | 94         | 183        |  |  | Pristina   | Pristina   | 82     | 68     | 150    |  |
|  | Beroe      | Beroe      | 75         | 75         | 150        |  |  |            |            |        |        |        |  |

| Balkan International Basketball League 2015-2016 |
| ------------------------------------------------ |
| Pristina 2º titolo                               |

## Squadra vincitrice
| N° | Naz.                   | Ruolo | Sportivo               |  | Alt. |  |
| -- | ---------------------- | ----- | ---------------------- |  | ---- |  |
| 1  | Stati Uniti (bandiera) | P     | Willie Kemp            |  | 188  |  |
| 4  | Kosovo (bandiera)      | AP    | Edmond Azemi           |  | 200  |  |
| 5  | Kosovo (bandiera)      | P     | Rinor Peci             |  | 178  |  |
| 10 | Albania (bandiera)     | AG    | Gerti Shima            |  | 203  |  |
| 11 | Kosovo (bandiera)      | G     | Dardan Berisha         |  | 192  |  |
| 13 | Stati Uniti (bandiera) | G     | Andrew Warren          |  | 196  |  |
| 15 | Kosovo (bandiera)      | C     | Gazmend Sinani         |  | 203  |  |
| 23 | Bulgaria (bandiera)    | G     | Stanimir Marinov       |  | 193  |  |
| 24 | Stati Uniti (bandiera) | C     | Jason Washburn         |  | 213  |  |
| 34 | Somalia (bandiera)     | AG    | Mohamed Abukar         |  | 208  |  |
| 42 | Kosovo (bandiera)      | AP    | Mergim Jakupi          |  | 202  |  |
| 51 | Kosovo (bandiera)      | C     | Blerim Mazreku         |  | 206  |  |
| 88 | Svezia (bandiera)      | P     | Thomas Massamba        |  | 185  |  |
|    | Cipro (bandiera)       | All.  | Antōnīs Kōnstantinidīs |  |      |  |

## Premi e riconoscimenti
- BIBL MVP:  Mohamed Abukar,  Pristina
- Allenatore dell'anno: